# Liste von Sprengstoffanschlägen im Jahr 1997
Die Liste von Sprengstoffanschlägen im Jahr 1997 erfasst Anschläge mit Sprengladungen und anderen Spreng- und Brandvorrichtungen gegen Einrichtungen und Ansammlungen von Menschen, die im Jahr 1997 passierten. Zu den Formen zählen unter anderem Auto- und Rucksackbomben. Siehe auch Liste von Anschlägen auf Verkehrsflugzeuge.

## Liste
| Datum         | Ereignis                                                                      | Ort                    | Staat                   | Tote   | Verletzte | Anmerkung, Quellen   |
| ------------- | ----------------------------------------------------------------------------- | ---------------------- | ----------------------- | ------ | --------- | -------------------- |
| 4. Jan. 1997  | Anschlag mit Landmine auf Militärkonvoi                                       | Batticaloa             | Sri Lanka               | 0      | 20        | [ 1 ]                |
| 5. Jan. 1997  | Sprengstoffanschlag auf Markt                                                 | Kabul                  | Afghanistan             | 4      | 37        | [ 2 ]                |
| 7. Jan. 1997  | Anschlag mit Autobombe auf Universität                                        | Algier                 | Algerien                | 13     | 100       | [ 3 ]                |
| 16. Jan. 1997 | Sprengstoffanschlag auf Abtreibungsklinik                                     | Atlanta                | Vereinigte Staaten      | 0      | 6         | [ 4 ]                |
| 18. Jan. 1997 | Mörserangriff auf Polizeistation                                              | Nord-Zentralprovinz    | Sri Lanka               | 22     | 18        | [ 5 ]                |
| 19. Jan. 1997 | Sprengstoffanschlag                                                           | Algier                 | Algerien                | 42     | 60        | [ 6 ]                |
| 19. Jan. 1997 | Anschlag mit Autobombe auf Gewerbegebiet                                      | Algier                 | Algerien                | 23     | 100       | [ 7 ]                |
| 22. Jan. 1997 | Sprengstoffanschlag                                                           | Boufarik               | Algerien                | 7      | 60        | [ 8 ]                |
| 29. Jan. 1997 | Sprengstoffanschlag auf Gebäude                                               | Medellín               | Kolumbien               | 4      | 40        | [ 9 ]                |
| 31. Jan. 1997 | Sprengstoffanschlag auf Bar                                                   | Loznica                | Jugoslawien             | 0      | 10        | [ 10 ]               |
| 21. Feb. 1997 | Sprengstoffanschlag auf Nachtclub                                             | Atlanta                | USA                     | 0      | 4         | [ 11 ]               |
| 23. Feb. 1997 | Anschlag mit Landmine auf Soldaten                                            | Caquetá                | Kolumbien               | 3      | 25        | [ 12 ]               |
| 25. Feb. 1997 | Sprengstoffanschläge auf Busse                                                | Ürümqi                 | China                   | 9      | 74        | [ 13 ] [ 14 ] [ 15 ] |
| 27. Feb. 1997 | Anschlag mit Autobombe auf Hotel                                              | Apartadó               | Kolumbien               | 11     | 60        | [ 16 ]               |
| 5. März 1997  | Sprengstoffanschlag auf Denkmal                                               | Pristina               | Jugoslawien             | 0      | 4         | [ 17 ]               |
| 7. März 1997  | Sprengstoffanschlag auf Bus                                                   | Peking                 | China                   | 2      | 30        | [ 18 ]               |
| 17. März 1997 | Anschlag mit Autobombe                                                        | Algier                 | Algerien                | 4      | 30        | [ 19 ]               |
| 21. März 1997 | Selbstmordattentat auf Straßencafé                                            | Petach Tikwa           | Israel                  | 3 (+1) | 47        | [ 20 ]               |
| 25. März 1997 | Anschlag mit Landmine auf Bus                                                 | Bujumbura              | Burundi                 | 20     | 0         | [ 21 ]               |
| 27. März 1997 | Anschlag mit Autobombe                                                        | Boumerdes              | Algerien                | 4      | 27        | [ 22 ]               |
| 27. März 1997 | Sprengstoffanschlag auf Restaurant                                            | Algier                 | Algerien                | 4      | 27        | [ 23 ]               |
| 29. März 1997 | Sprengstoffanschlag auf Bushaltestelle                                        | Jammu und Kashmir      | Indien                  | 18     | 53        | [ 24 ]               |
| 30. März 1997 | Granatenangriff auf FUNCINPEC-Kundgebung                                      | Phnom Penh             | Kambodscha              | 16     | 119       | [ 25 ]               |
| 31. März 1997 | Sprengstoffanschlag auf Flughafen                                             | Kinshasa               | Zaire                   | 1      | 1         | [ 26 ]               |
| 12. Apr. 1997 | Granatenangriff auf Restaurants                                               | Addis Abeba            | Äthiopien               | 2      | 84        | [ 27 ] [ 28 ]        |
| 14. Apr. 1997 | Granatenangriff auf Supermarkt                                                | Addis Abeba            | Äthiopien               | 0      | 33        | [ 29 ]               |
| 16. Apr. 1997 | Sprengstoffanschlag auf Markt                                                 | Blida                  | Algerien                | 7      | 26        | [ 30 ]               |
| 17. Apr. 1997 | Anschlag mit Autobombe                                                        | Bratislava             | Slowakei                | 1      | 0         | [ 31 ]               |
| 25. Apr. 1997 | Sprengstoffanschlag auf Passagierzug                                          | Algier                 | Algerien                | 21     | 20        | [ 32 ]               |
| 1. Mai 1997   | Sprengstoffanschlag auf Markt                                                 | Vilnius                | Litauen                 | 1      | 0         | [ 33 ]               |
| 6. Mai 1997   | Sprengstoffanschläge auf Schulen                                              | Algier                 | Algerien                | 15     | 96        | [ 34 ] [ 35 ] [ 36 ] |
| 11. Mai 1997  | Anschlag mit Autobombe                                                        | Algier                 | Algerien                | 13     | 30        | [ 37 ]               |
| 15. Mai 1997  | Anschlag mit Autobombe auf Polizeistation                                     | Lima                   | Peru                    | 0      | 25        | [ 38 ]               |
| 22. Mai 1997  | Anschlag mit Autobombe                                                        | Boufarik               | Algerien                | 15     | 31        | [ 39 ]               |
| 1. Juni 1997  | Sprengstoffanschlag auf Polizisten                                            | Cizre                  | Türkei                  | 6      | 50        | [ 40 ]               |
| 1. Juni 1997  | Sprengstoffanschläge auf Busse                                                | Algier                 | Algerien                | 8      | 77        | [ 41 ]               |
| 2. Juni 1997  | Sprengstoffanschlag auf Café                                                  | Tirana                 | Albanien                | 0      | 20        | [ 42 ]               |
| 10. Juni 1997 | Artillerieangriff auf Dorf                                                    | Vavuniya               | Sri Lanka               | 3      | 25        | [ 43 ]               |
| 16. Juni 1997 | Anschlag mit Paketbombe auf Markt                                             |                        | Sri Lanka               | 0      | 25        | [ 44 ]               |
| 18. Juni 1997 | Sprengstoffanschlag auf Bushaltestelle                                        | Pulwama                | Indien                  | 0      | 39        | [ 45 ]               |
| 19. Juni 1997 | Sprengstoffanschlag auf Kino                                                  | Algier                 | Algerien                | 2      | 20        | [ 46 ]               |
| 25. Juni 1997 | Sprengstoffanschlag auf Zug                                                   | Algier                 | Algerien                | 0      | 40        | [ 47 ]               |
| 26. Juni 1997 | Sprengstoffanschlag auf Minibus                                               | Algier                 | Algerien                | 3      | 20        | [ 48 ]               |
| 30. Juni 1997 | Sprengstoffanschlag auf Bus                                                   | nahe Sialkot           | Pakistan                | 8      | 21        | [ 49 ]               |
| 1. Juli 1997  | Granatenangriff auf Markt                                                     | Manila                 | Philippinen             | 1      | 27        | [ 50 ]               |
| 8. Juli 1997  | Sprengstoffanschlag auf Passagierzug                                          | nahe Bathinda          | Indien                  | 39     | 67        | [ 51 ]               |
| 9. Juli 1997  | Sprengstoffanschlag auf Kino                                                  | Algier                 | Algerien                | 0      | 20        | [ 52 ]               |
| 14. Juli 1997 | Sprengstoffanschlag auf Markt                                                 | Algier                 | Algerien                | 21     | 40        | [ 53 ]               |
| 19. Juli 1997 | Sprengstoffanschlag auf Café(s)                                               | Tlemcen                | Algerien                | 2      | 60        | [ 54 ] [ 55 ]        |
| 21. Juli 1997 | Anschlag mit Panzerfaust auf Polizeistation                                   | Oviedo                 | Spanien                 | 0      | 1         | [ 56 ]               |
| 24. Juli 1997 | Sprengstoffanschlag auf Parteitreffen                                         | Bratislava             | Slowakei                | 1      | 0         | [ 57 ]               |
| 27. Juli 1997 | Granatenangriff auf Dorf                                                      | Blida                  | Algerien                | 44     | 0         | [ 58 ]               |
| 30. Juli 1997 | Selbstmordattentat auf Markt                                                  | Jerusalem              | Israel                  | 15     | 170       | [ 59 ]               |
| 30. Juli 1997 | Granatenangriff auf Zivilisten                                                | Kampala                | Uganda                  | 16     | 80        | [ 60 ] [ 61 ]        |
| 6. Aug. 1997  | Sprengstoffanschlag auf Moschee                                               | Multan                 | Pakistan                | 3      | 30        | [ 62 ]               |
| 8. Aug. 1997  | Sprengstoffanschlag auf Moschee                                               | El Djelfa              | Algerien                | 10     | 20        | [ 63 ]               |
| 17. Aug. 1997 | Sprengstoffanschlag auf Bushaltestelle                                        | Cagayan de Oro         | Philippinen             | 3      | 39        | [ 64 ]               |
| 18. Aug. 1997 | Granatenangriff auf Restaurant                                                | Bogotá                 | Kolumbien               | 2      | 27        | [ 65 ]               |
| 23. Aug. 1997 | Sprengstoffanschlag auf Zug                                                   | Blida                  | Algerien                | 8      | 28        | [ 66 ]               |
| 25. Aug. 1997 | Sprengstoffanschlag auf Markt                                                 | Algier                 | Algerien                | 4      | 49        | [ 67 ]               |
| 26. Aug. 1997 | Sprengstoffanschlag auf Bus                                                   | Srinagar               | Indien                  | 0      | 25        | [ 68 ]               |
| 28. Aug. 1997 | Sprengstoffanschlag auf Moschee                                               | Algier                 | Algerien                | 8      | 22        | [ 69 ]               |
| 3. Sep. 1997  | Granatenangriff auf Bushaltestelle                                            | Manila                 | Philippinen             | 6      | 120       | [ 70 ] [ 71 ]        |
| 4. Sep. 1997  | Selbstmordattentat auf Fußgängerzone                                          | Jerusalem              | Israel                  | 7      | 192       | [ 72 ]               |
| 5. Sep. 1997  | Anschlag mit Autobombe auf Polizeifahrzeug                                    | Basauri                | Spanien                 | 1      | 0         | [ 73 ]               |
| 9. Sep. 1997  | Anschlag mit Panzerfäusten auf COSCO-Schiff                                   | Trincomalee            | Sri Lanka               | 37     | 10        | [ 74 ]               |
| 14. Sep. 1997 | Sprengstoffanschlag auf Verlag                                                | Gaziantep              | Türkei                  | 0      | 25        | [ 75 ]               |
| 18. Sep. 1997 | Sprengstoffanschlag auf die Polizei                                           | Dhaka                  | Bangladesch             | 0      | 101       | [ 76 ]               |
| 18. Sep. 1997 | Sprengstoffanschlag auf Polizeistation                                        | Mostar                 | Bosnien und Herzegowina | 0      | 36        | [ 77 ]               |
| 1. Okt. 1997  | Sprengstoffanschlag auf Zug                                                   | Ghaziabad              | Indien                  | 2      | 20        | [ 78 ]               |
| 1. Okt. 1997  | Sprengstoffanschlag auf Festivalprozession                                    | Delhi                  | Indien                  | 0      | 27        | [ 79 ]               |
| 1. Okt. 1997  | Sprengstoffanschlag auf Regierungsgebäude                                     | Kuytun                 | China                   | 22     | 0         | [ 80 ]               |
| 3. Okt. 1997  | Artillerieangriff auf die Stadt                                               | Blida                  | Algerien                | 12     | 85        | [ 81 ]               |
| 11. Okt. 1997 | Anschlag mit Autobombe auf die Polizei                                        | Donostia-San Sebastián | Spanien                 | 0      | 3         | [ 82 ]               |
| 15. Okt. 1997 | Selbstmordattentat mit Autobombe und Panzerfäusten auf das World Trade Center | Colombo                | Sri Lanka               | 15     | 105       | [ 83 ]               |
| 18. Okt. 1997 | Sprengstoffanschlag                                                           | Neu-Delhi              | Indien                  | 2      | 42        | [ 84 ] [ 85 ]        |
| 26. Okt. 1997 | Sprengstoffanschlag auf Markt                                                 | Neu-Delhi              | Indien                  | 2      | 64        | [ 86 ] [ 87 ]        |
| 27. Okt. 1997 | Anschlag mit Landmine auf Fahrzeug                                            | Muramvya               | Burundi                 | 9      | 47        | [ 88 ]               |
| 29. Okt. 1997 | Sprengstoffanschlag auf Hochzeit                                              | Peschawar              | Pakistan                | 10     | 32        | [ 89 ]               |
| 7. Nov. 1997  | Anschlag mit Landmine auf Grenzsoldaten in Lkws                               | Tripura                | Indien                  | 20     |           | [ 90 ]               |
| 14. Nov. 1997 | Sprengstoffanschlag auf Moschee                                               | Algier                 | Algerien                | 2      | 37        | [ 91 ]               |
| 19. Nov. 1997 | Anschlag mit Autobombe auf Filmpremiere und Journalisten                      | Hyderabad              | Indien                  | 23     | 31        | [ 92 ]               |
| 25. Nov. 1997 | Sprengstoffanschlag auf Aktivisten                                            | Rajshahi               | Bangladesch             | 0      | 20        | [ 93 ]               |
| 30. Nov. 1997 | Sprengstoffanschlag                                                           | Neu-Delhi              | Indien                  | 4      | 116       | [ 94 ] [ 95 ]        |
| 6. Dez. 1997  | Sprengstoffanschlag auf Züge                                                  | Tamil Nadu             | Indien                  | 30     | 225       | [ 96 ] [ 97 ] [ 98 ] |
| 9. Dez. 1997  | Granatenangriff auf Markt                                                     | Batticaloa             | Sri Lanka               | 4      | 28        | [ 99 ]               |
| 19. Dez. 1997 | Sprengstoffanschlag auf Markt                                                 | Blida                  | Algerien                | 4      | 21        | [ 100 ]              |
| 30. Dez. 1997 | Sprengstoffanschlag auf Bus                                                   | Neu-Delhi              | Indien                  | 4      | 24        | [ 101 ]              |